# 沖縄放送協会

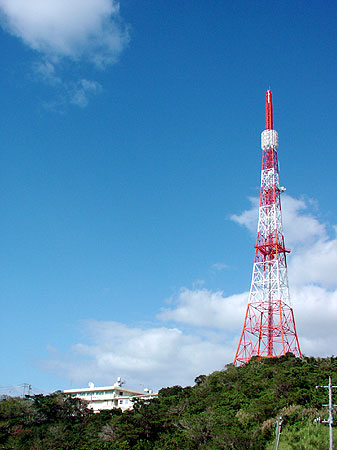
OHK放送センター（現・NHK豊見城放送所）

沖縄放送協会（おきなわほうそうきょうかい）は、米国の施政権下にあった沖縄地域に設立された公共放送のための特殊法人。略称はOHK（Okinawa Hoso Kyokai）。

## 概要
沖縄の「放送法」（1967年立法第122号）に基づき、公共の福祉のために、沖縄全域で受信できるようにラジオ放送およびテレビ放送を行うことを目的として設立された。しかし、実際にはテレビ1波のみの放送が実施され、ラジオ放送はAM・FMとも実施されなかった。
1967年10月2日に設立され、1972年5月15日、沖縄の日本返還に伴って日本放送協会（NHK）に事業を承継し、現在のNHK沖縄放送局に改組された。

## 放送局所一覧
US=米国のテレビチャンネル、JA=日本のテレビチャンネル（※は表中のUS-chに相当）。沖縄は米国の施政権下にあったため、原則として米国のテレビチャンネルが割り当てられていたが、1968年以降に開局した3つの局所には、本土復帰を見越して日本のテレビチャンネルが割り当てられた。
| 地域     | 局所名           | 所在地 （現在相当）                 | 呼出符号 | チャンネル 番号 | 空中線電力 （映像） | 備考                                              |
| -------- | ---------------- | ----------------------------------- | -------- | --------------- | ------------------- | ------------------------------------------------- |
| 本島地方 | 中央放送局       | 島尻郡豊見城村高安1019 （豊見城市） | KSGB-TV  | JA-02ch         | 5k                  | 本土復帰の際呼出符号をJOAP-TVに変更               |
| 本島地方 | 今帰仁中継放送所 | 国頭郡今帰仁村                      |          | JA-38ch         | 300                 | 変更なし                                          |
| 本島地方 | 久米島中継放送所 | 島尻郡久米島町                      |          | JA-03ch         | 10                  | Eスポ対策として1995年JA-36ch・30Wに変更           |
| 先島地方 | 宮古放送局       | 宮古島市                            | KSDY-TV  | US-09ch         | 1k                  | 複雑な経過をたどっているため個別記事参照          |
| 先島地方 | 八重山放送局     | 石垣市                              | KSGA-TV  | US-11ch         | 1k                  | 本土復帰に際し中継局化、JA-09ch※に変更            |
| 先島地方 | 川平中継放送所   | 石垣市                              |          | US-13ch         | 500                 | 本土復帰に際しJA-11ch※に変更                      |
| 先島地方 | 租納中継放送所   | 八重山郡竹富町                      |          | US-10ch         | 100                 | 本土復帰に際しJA-08ch※に変更、1998年7割減力       |
| 先島地方 | 与那国中継放送所 | 八重山郡与那国町                    |          | US-12ch         | 10                  | 本土復帰に際しJA-10ch※に変更、1998年JA-37chに変更 |

## 沿革
沖縄放送協会の歴史を語る上では、戦前も含めた歴史の説明が必要であることから、これらを補足説明の形で述べる。
- 1942年3月19日 - 【本土・沖縄】社団法人日本放送協会、首里市に沖縄放送局を開設。呼出符号はJOAP。ただし既に戦時電波管制下であったため、本放送は無線ではなく、電灯線切替放送であった。
- 1945年3月23日 - 【沖縄】那覇空襲により沖縄放送局が機能停止に陥る。2日後に正式閉鎖が宣言される。
- 1950年6月1日 - 【本土】「電波三法」施行により、日本放送協会（以下、「NHK」）は社団法人が解散となり、新設された特殊法人に一切が承継された。

- 1961年10月1日 - 【本土・沖縄】NHK那覇通信局開設。沖縄への拠点設置は16年半ぶりとなるが、当時は米軍政下であったため、復帰まで海外総支局の扱いであった。
- 1964年4月3日 - 【本土・沖縄】琉球電信電話公社西那覇電報電話局内にNHK提供番組収録所（クリアリング・ハウス）完成。
- 1964年9月1日 - 【本土・沖縄】日琉間マイクロ波回線正式開通。クリアリング・ハウスの運用が開始され、NHK、沖縄へ本格的番組提供業務開始。当時は沖縄テレビ放送（OTV）と琉球放送（RBC）でスポンサーをつけて放送されていた。
- 1964年9月15日 - 【本土・沖縄】NHK、那覇通信局を廃止し沖縄総局を設置。
- 1965年5月20日 - 【本土・沖縄】郵政省先島テレビジョン放送局置局調査団、先島地域を対象にサービスエリア、外来電波、所要建設経費等を調査（ - 6月4日、7月1日 - 7月21日、1966年2月27日 - 3月13日）。
- 1965年8月19日 - 【本土・沖縄】佐藤栄作首相らが沖縄を訪れ、先島地区テレビ局設置の訴えを聞く。
- 1965年8月28日 - 【沖縄】琉球政府通商産業局郵政庁、先島テレビ局（仮称）設立準備委員会要綱を制定。
- 1966年3月1日 - 【沖縄】琉球政府通商産業局郵政庁、先島テレビジョン放送局開始準備委員会要綱を制定。
- 1966年4月2日 - 【沖縄】琉球政府、先島テレビジョン放送局開設に伴う運営準備審議会設置規則を制定。
- 1966年4月30日 - 【本土】郵政省、沖縄先島地区テレビジョン放送施設建設室設置規定（公達第24号）を制定（大臣官房秘書課に同建設室設置）。
- 1966年5月 - 【本土】郵政省、沖縄先島地区テレビジョン放送施設建設計画を発表。
- 1966年10月5日 - 【沖縄】琉球政府、放送制度調査審議会設置規則（1966年規則第153号）を制定。
- 1967年7月6日 - 【本土】宮古群島及び八重山群島におけるテレビジョン放送に必要な設備の譲与に関する法律（昭和42年法律第24号）公布、施行。
- 1967年9月13日 - 【沖縄】琉球立法院、放送法を可決。
- 1967年9月19日 - 【沖縄】放送法（1967年立法第122号）公布。
- 1967年9月23日 - 【沖縄】沖縄放送協会経営委員会、同協会の初代会長に川平朝清（RBC常務）の任命を決定。
- 1967年10月2日 - 【沖縄】沖縄放送協会、設立登記完了。
- 1967年11月1日 - 【本土・沖縄】先島テレビジョン施設、日本政府から琉球政府へ譲与。
- 1967年11月28日 - 【沖縄】OHK八重山放送局並びに川平・租納・与那国各テレビジョン中継放送所に免許付与。
- 1967年12月1日 - 【沖縄】OHK宮古放送局に免許付与。
- 1967年12月22日 - 【沖縄】先島テレビジョン施設、琉球政府からOHKへ移管され、OHK宮古放送局が沖縄初の公共放送として運用開始。
- 1967年12月23日 - 【沖縄】OHK八重山放送局並びに川平・租納・与那国各テレビジョン中継放送所、運用開始。
- 1968年4月25日 - 【本土】沖縄におけるテレビジョン放送に必要な設備の日本放送協会による設置及び無償貸付に関する法律（昭和43年法律第51号）公布、施行。
- 1968年7月25日 - 【本土・沖縄】NHK・OHK間で「テレビジョン放送設備の設置および無償貸付けに関する契約」調印。
- 1968年12月15日 - 【沖縄】OHK於茂登無線中継所が完成、宮古・八重山間テレビ放送中継を実施。
- 1968年12月19日 - 【沖縄】OHK中央放送局に免許付与。
- 1968年12月22日 - 【沖縄】OHK中央放送局、運用開始。同時にそれまでスポンサーをつけて放送されていた学校放送を除いた[注釈 2]NHKのテレビ番組がOTVとRBCから移行される[6]。
- 1969年1月1日 - 【沖縄】OHK、受信料の徴収を開始（1ヶ月80セント）。
- 1969年4月12日 - 【沖縄】OHKの放送センターとなったOHK放送会館、全施設完成。
- 1969年10月1日 - 【本土・沖縄】NHK番組収録所、OHK放送会館へ移設、運用開始。
- 1969年11月28日 - 【沖縄】OHK今帰仁テレビジョン中継放送所に免許付与。
- 1969年12月1日 - 【沖縄】OHK今帰仁テレビジョン中継放送所、運用開始。
- 1971年3月31日 - 【沖縄】OHK久米島テレビジョン中継放送所に免許付与。
- 1971年4月1日 - 【沖縄】OHK久米島テレビジョン中継放送所、運用開始。
- 1972年5月15日 - 【本土・沖縄】沖縄本土復帰。OHK、NHK沖縄総局と統合し、NHK沖縄放送局及びNHK宮古放送局に改組。日本の「放送法」の適用により、各放送局等のテレビチャンネルおよび呼出符号が変更[注釈 3]。

- 1972年6月25日 - 【沖縄】NHK沖縄放送局、ラジオ第1放送を27年3か月ぶりに再開[注釈 4]。宮古島と石垣島にも新規開始のラジオ第2放送ともども中継局を設置。
- 1976年12月22日 - 【沖縄】本島・宮古島間の海底ケーブル回線が開通。これにより於茂登岳の中継所と組み合わせ、NHKのみながらようやく本島と先島で完全同一のテレビ放送ができるようになった。同時にNHK宮古放送局（実際にはその中の放送部）廃止、現地事務所に格下げ。
- 2006年3月 - 【沖縄】本土復帰によりOHKから一式を引き継ぎ運営されてきたNHK沖縄放送会館、老朽化等により送信所設備（豊見城高安テレビ・FM放送所）のみを残して那覇市おもろまちに移転。那覇市への放送局移転は61年ぶり。旧会館は後に取り壊された。
- 2011年7月24日 - 【沖縄】OHK開局時から続いていたNHK総合テレビのアナログ放送のチャンネルが完全デジタル化をもって完全停波。